# Jönssonligan dyker upp igen
Jönssonligan dyker upp igen är en svensk filmkomedi från 1986 i regi av Mikael Ekman med Gösta Ekman, Ulf Brunnberg, Björn Gustafson med flera. Det är den fjärde filmen om Jönssonligan. De tre första filmerna använde manus med danska förlagor, men denna film bygger helt på en idé utarbetad av Rolf Börjlind i samarbete med huvudrollsinnehavaren Gösta Ekman och regissören Mikael Ekman.

## Handling
Jönssonligan – Charles-Ingvar "Sickan" Jönsson, Ragnar Vanheden och Dynamit-Harry – slår till mot Ikeas kontantförvaring med en fiffig plan, men i slutskedet går larmet och de får inte med sig pengarna. Å andra sidan upptäcker Sickan att en liga använder returnerade Ikea-möbler för att smuggla amerikansk militärutrustning till Sovjetunionen. Under sitt korta uppehåll i Sverige hålls den militära utrustningen i det s.k. pansarrummet i direktör Wall-Enbergs högkvarter och vaktas av hans torpeder dygnet runt. Om Jönssonligan kan stjäla utrustningen i pansarrummet kan de sedan pressa Wall-Enberg på pengar.
En sovjetisk ubåt ska i hemlighet hämta upp den stulna utrustningen, men när de anländer till mötesplatsen finns både Jönssonligan, polisen och Wall-Enbergs gäng på plats. Sickan och hans kumpaner lyckas lura av rivalerna utrustningen genom att maskera en vanlig roddbåt till ett ubåtstorn och att Vanheden simmar iland i dykardräkt. De levererar den sedan men får tyvärr betalt i rubel som är tryckta före revolutionen.
Doris har samtidigt köpt en soffa i Ikeas fyndhörna. När hon sedan möter upp ligan på en finlandsfärja så visar det sig att en av kuddarna är fylld med pengarna från Ikea-kuppen.

## Rollista
| Gösta Ekman           | – Charles-Ingvar "Sickan" Jönsson                  |
| Ulf Brunnberg         | – Ragnar Vanheden                                  |
| Björn Gustafson       | – Harry "Dynamit-Harry" Kruth                      |
| Birgitta Andersson    | – Doris                                            |
| Per Grundén           | – Direktör Wall-Enberg                             |
| Kent Andersson        | – Kriminalinspektör Persson                        |
| Dan Ekborg            | – Kriminalassistent Gren                           |
| Johannes Brost        | – Järnarmen Manfred, underhuggare till Wall-Enberg |
| Lars Dejert           | – Biffen, underhuggare till Wall-Enberg            |
| Jarl Borssén          | – Kinesisk hovmästare                              |
| John Harryson         | – Rysk ubåtskapten                                 |
| Jan Dolata            | – Rysk grodman                                     |
| Jacob Dahlin          | – Rysk ubåtsstyrman                                |
| Sten Johan Hedman     | – Vakt                                             |
| Frederick Offrein     | – Medspelare                                       |
| Carl-Lennart Fröbergh | – Blackjackspelare                                 |
| Henrik S. Järrel      | – Gäst på casinot                                  |
| Roland Stoltz         | – Sig själv                                        |
| Måns Ekman            | – Servitör                                         |

## Om filmen
Fem år efter premiären på den första filmen om Jönssonligan kom den fjärde, och den första som gjordes på ett svenskt originalmanus. Originalmanuset skrevs av trion Gösta Ekman (som även spelar Sickan), Mikael Ekman och Rolf Börjlind som även skrev originalmanuset till nästa film Jönssonligan på Mallorca.
Under inspelningarna inträffade en allvarlig olyckshändelse, då Gösta Ekman klämdes fast i en mathiss. På grund av skadorna han ådrog sig tvingades han vara sjukskriven i tre veckor. I några av scenerna ersattes därför Gösta av hans bror Mikael Ekman.

## Musik
Musiken i filmen skrevs av Ragnar Grippe och framfördes av Grippe på piano och synt, Henrik Janson på gitarr och Åke Sundqvist på trummor. Musiken utkom 1986 på en singel utgiven av Svensk Filmindustri. I filmen förekom också Med dej i mina armar av Kai Gullmar och text av Hasse Ekman från filmen med samma namn.